# كيف تصبح شخصا عاديا
كيف تصبح شخصا عاديا (باليابانية: 小市民) سلسلة روايات خفيفة من كتابة هونوبو يونيزاوا. اقتبست الرواية إلى مسلسل أنمي عرض الموسم الأول في عام 2024. والموسم الثاني سيبدأ عرضه في 5 أبريل 2025.

## القصة
تدور القصة حول طالبين - صبي متشائم يتم تجنيبه بسبب استنتاجاته السلبية، وفتاة خجولة ولكنها فطنة تواجه صعوبة في الاندماج - يسعيان لبدء حياة جديدة وسلمية كمواطنين عاديين في المدرسة الثانوية، لكن تبدأ حوادث غامضة في الحدوث من حولهما.

## الشخصيات
- جوغورو كوباتو

أداء صوتي: شويتشيرو أوميدا
- يوكي أوساناي

أداء صوتي: هينا يوميا

## الأنمي
اقتبست الرواية إلى مسلسل أنمي عرض الموسم الأول في 6 يونيو واستمر حتى 14 سبتمبر 2024 مكون 10 حلقات. من إخراج مامورو كانبي، وانتاج ستوديو لابين تراك. وسيناريو توشيا أونو، وتصميم الشخصيات بواسطة وأتسوشي سايتو، والموسيقى من تاكاهيرو أوباتا.
الموسم الثاني سيبدأ عرضه في 5 أبريل 2025 وسيقتبس أحداث آرك حادثة كوريكينتون الموسمية الحصرية، وآرك حادثة بونبون شوكولا الشتوية الحصرية. إخراج مامورو كانبي وانتاج ستوديو لابين تراك.